# Casa al carrer Nou, 2 (Llers)
La Casa al carrer Nou, 2 és edifici dins del nucli urbà de la vila de Llers (Alt Empordà), a la banda de llevant del nucli antic de la població, al carrer Nou. i catalogada a l'Inventari del Patrimoni Arquitectònic de Catalunya. La casa al carrer Nou 6 és en l'ampliació fora del recinte de la Força (fora de les muralles del Castell de Llers), que es va realitzar a partir del segle xvi i que va continuar fins al segle xix.
Edifici de planta irregular amb jardí lateral, format per dos grans volums units mitjançant una terrassa al nivell del primer pis. L'edifici principal presenta la coberta de dues vessants de teula i està distribuït en planta baixa i dos pisos. La façana orientada al carrer presenta dos portals d'accés a l'interior del recinte, un a cada extrem de l'edifici. Són rectangulars i estan emmarcats amb carreus de pedra, el de tramuntana gravat amb la data 1790 a la llinda, testimoni de l'any de construcció de la casa. Al primer pis, les finestres són rectangulars i estan bastides amb carreus de pedra i amb els ampits motllurats. Les obertures de la segona planta, en canvi, són d'arc rebaixat i estan fetes amb maons. Adossada a la façana de migdia hi ha la terrassa, formada per dos grans voltes bastides amb maons i recolzades en un gran pilar quadrat central. Unes escales exteriors donen accés directe a la terrassa des del jardí. Les obertures de la façana són rectangulars al primer pis i d'arc de mig punt a la segona planta.
L'altre edifici, molt reformat, és a l'extrem de llevant de la terrassa. Presenta la coberta d'un sol vessant i està distribuït en planta baixa i pis, amb les obertures rectangulars restituïdes, terrassa al pis i una construcció de planta quadrada a la cantonada sud-est. Ambdues construccions són bastides en pedra sense treballar disposada irregularment i lligada amb morter de calç.